# Булса
Булса (фр. Boulsa) — город и городская коммуна в Буркина-Фасо, административный центр провинции Наментенга.

## Общая информация
Высота Булсы над уровнем моря составляет 305 м. Город расположен на востоке центральной части страны. Население представлено преимущественно народом моси; другие этнические группы — фульбе и гурма. Население городской коммуны Булса по данным переписи 2006 года составляет 81 967 человек.

## Население
По данным на 2013 год численность населения города составляла 21 550 человек.
Динамика численности населения города по годам:
| 1985  | 1996   | 2005   | 2006   | 2013   |
| ----- | ------ | ------ | ------ | ------ |
| 7 100 | 12 280 | 15 491 | 16 753 | 21 550 |